# IVT
IVT（Infinitely Variable Transmission）、または変速比無限大変速機は、無段変速機構と遊星歯車等の作動機構を組み合わせることにより出力速度＝0、つまり無限大の変速比（入力速度÷出力速度=無限大）が可能になる無段変速機である。現実的には、損失があるのでトルク比（出力トルク÷入力トルク）は無限大にはならない。

## 関連文献
- 今西尚『自動車用ハーフトロイダル形IVTの研究』横浜国立大学〈博士（工学） 甲第1067号〉、2008年。 NAID 500000453505。